# Улицы Тольятти
В городском округе Тольятти на июль 2009 года насчитывается 455 геонимов.
Сюда входит 7 шоссе, 3 проспекта, 5 площадей, 21 бульвар и 210 улиц. Остальное составляют проезды и переулки.

## Принципы
Не существует чётких правил определения типа геонима. Изменения на карту города вносятся решением мэра города по представлении специально созданной топонимистической комиссии, включающей в том числе и представителей Городской думы.
Можно выделить следующие принципы
- шоссе — межрайонная автодорога;
- проспект — очень широкая улица, на большей своей части с разделительными полосами между проезжими частями;
- бульвары — внутриквартальные автодороги;
- проезды и переулки — обычно появляются в частном секторе или промышленных зонах города.

Однако имеются и исключения.

## Происхождение названий

### Улицы Ставрополя
Улицы в старом дореволюционном Ставрополе именовались просто: Базарная, Соборная, Посадская, Полевая, Набережная. Имелся ряд улиц, названных по местным ремёслам: Плотницкая, Цеховая, Апаковская. Имелись площади Сенная и Базарная
После революции многие названия были заменены на «советские» — Первомайская, Комсомольская, Пролетарская. При строительстве посёлка Комсомольск многие улицы получили названия в честь героев-комсомольцев: Зои Космодемьянской, Лизы Чайкиной, Олега Кошевого, Сергея Тюленина и других.

### Улицы Тольятти
Первые улицы нового города сохраняли «советские» названия старого города. Добавлялись и новые: Чапаева, Калинина, Октябрьская и т. д. Появились улицы названные в честь советских политических деятелей Кирова, Жданова, Кагановича, Молотова.
Проезды и переулки порой именовались массово, так в городе появилось 5 Тракторных, по 7 Лесных и Донских проездов, 12 Парковых и 9 Онежских переулков.
Улицы Автозаводского района назывались также в «революционных» традициях: Гая, Блюхера, Революционная, Дзержинского, Тухачевского, Ворошилова.
После распада СССР улицы стали именовать в неполитических интонациях: на карте появились улицы в честь земляков - Героев Советского Союза. Появились улицы Веры, Надежды, Любви, Снежная, Хрустальная, Земляничная и т. д.

## Переименования
Первый раз улицы города переименовывались после революции, почти все старые названия были заменены на «советские».
Крупная серия переименований прошла при присоединении посёлка Комсомольск к новому Ставрополю, тогда, для избежания дублирования названий, было переименовано довольно много улиц посёлка. В эпоху борьбы с культом личности переименовывались улицы, названные в честь Сталина и его ближайших соратников.
После распада СССР в Тольятти не было ни одного переименования улицы по политическим соображениям. На домах по прежнему висят таблички с революционными названиями. Топонимов только в честь Ленина в городе насчитывается три штуки. Однако попытки переименования предпринимались: так в 1991 году Совет народных депутатов Автозаводского района не утвердил решение собственного президиума о переименовании улицы Ворошилова в улицу Татищева. Сегодня существуют и улица Ворошилова, и расположенный недалеко бульвар Татищева.

## Имена на карте города
Пальму первенства по количеству улиц, названных в честь них, в Тольятти удерживают полководцы и герои различных войн. Таких улиц и проездов в городе больше 45 штук.
Около 40 наименований посвящено различным географическим объектам.
В честь революционеров названо около 20 различных геонимов Тольятти.
Классики русской и советской литературы, а также учёные удостоились примерно по 15 различных названий.
В честь спортсменов, художников и музыкантов в городе названо всего по одной улице: улица Льва Яшина, улица Репина, улица Владимира Высоцкого соответственно.

## Нумерация
Правила нумерации улиц официально не определены. В большинстве случаев, в Тольятти невозможно, как например в Санкт-Петербурге, сразу сказать, увеличивается или уменьшается нумерация домов в том или ином направлении. Исключение составляют лишь улицы Автозаводского района, где нумерация домов увеличивается строго в направлениях с севера на юг, с востока на запад, с северо-востока на юго-запад. В остальных случаях нумерация обычно ведётся по историческому принципу: какой конец улиц начал раньше застраиваться, тот и имеет меньшие номера.

## Номинальные улицы
Ряд улиц в Тольятти является номинальными.
На некоторых улицах никогда не имелось зданий, все они имеют адреса соседних улиц. Среди таких можно упомянуть улицы Плотинную и Газовиков.
Некоторые потеряли свои адреса после сноса бараков и современной застройки либо в результате ошибок при планировании. Так на улице Кошевого остался один дом (под № 5), а на улице Пушкина вообще ни одного.

## Список

### Улицы
| # А Б В Г Д Е Ё Ж З И К Л М Н О П Р С Т У Ф Х Ц Ч Ш Щ Э Ю Я |

#### 0-9
- Улица 25 лет Октября
- Улица 40 лет Победы
- Улица 60 лет СССР
- Улица 70 лет Октября

#### А
- Абрикосовая улица
- Улица Автостроителей
- Улица Автомобилистов
- Улица Академика Вавилова
- Улица Академика Скрябина
- улица Александра Кудашева
- Алтайская улица
- Улица Андреянова

#### Б
- Базовая улица
- Улица Баныкина
- Белорусская улица
- Улица Белинского
- Улица Блюхера
- Улица Бориса Коваленко
- Борковская улица
- Борковский проезд
- Ботаническая улица
- Брестская улица
- Улица Бузыцкова
- Бурлацкая улица

#### В
- Улица Валентины Ступиной
- Варваринская улица
- Васильевская улица
- Васильковая улица
- Весенняя улица
- Улица Викторова
- Улица Владимира Высоцкого
- Вокзальная улица
- Воронежская улица
- Улица Ворошилова
- Воскресенская улица
- Восточная улица
- Высоковольтная улица

#### Г
- Улица Гагарина
- Улица Гайдара
- Улица Генерала Федорова
- Улица Герцена
- Гидростроевская улица
- Гидротехническая улица
- Улица Голоднова
- Улица Голосова
- Горная улица
- Улица Горького
- Улица Грачева
- Улица Грибоедова
- Улица Громовой

#### Д
- Дачная улица
- Дворцовая улица
- Площадь Денисова
- улица Дзержинского
- улица Диагональная
- улица Димитрова
- улица Дмитрия Ульянова
- Дубовый проезд

#### Е
- улица Еряшева
- улица Есенина
- Еловый проезд

#### Ж
- Железнодорожная улица
- Жигулёвская улица
- улица Жилина

#### З
- Заставная улица
- Задельная улица
- Земляничная улица
- Зелёная улица
- Заречная улица

#### И
- улица Ингельберга
- улица Изумрудная
- Индустриальная улица
- Инженерная улица
- Интернациональная улица
- Итальянский бульвар

#### К
- улица Казачкова
- улица Калинина
- Калиновая улица
- Калмыцкая улица
- Калужская улица
- Канальная улица
- улица Карбышева
- улица Карла Маркса
- Каштановая улица
- Кедровая улица
- Киевская улица
- улица Кирова
- улица Клавдии Вавиловой
- улица Клары Цеткин
- Кленовая улица
- Клубная улица
- Кожевенная улица
- улица Кольцова
- улица Комзина
- Коммунальная улица
- Коммунистическая улица
- Комсомольская улица
- Кооперативная улица
- Улица Космодемьянской
- Улица Кошевого
- Улица Кошеля
- Улица Краснодонцев
- Краснознаменная улица
- улица Крупской
- улица Крылова
- улица Куйбышева
- улица Кунеевская

#### Л
- улица Лапшева
- улица Ларина
- улица Ленина
- Ленинградская улица
- Лесная улица
- улица Лизы Чайкиной
- 1-я Линейная улица
- 2-я Линейная улица
- Липовая улица
- улица Ломоносова
- улица Льва Яшина

#### М
- Магистральная улица
- улица Макарова
- Малахитовая улица
- улица Марии Ульяновой
- улица Маршала Жукова
- улица Матросова
- улица Маяковского
- улица Менделеева
- улица Механизаторов
- Минская улица
- Улица Мира
- улица Мичурина
- Морская улица
- улица Мурысева

#### Н
- Набережная улица
- Нагорная улица
- улица Непорожнего
- Нижегородская улица
- улица Никонова
- Новозаводская улица
- Новопромышленная улица
- Новосадовая улица
- улица Носова

#### О
- Окольная улица
- Окраинная улица
- Октябрьская улица
- Олимпийская улица
- Орловская улица
- Осенняя улица
- Офицерская улица

#### П
- улица Павлова
- улица Параллельная
- улица Пархоменко
- Первомайская улица
- Перспективная улица
- Пескалинская улица
- Песчаная улица
- Пионерская улица
- Платановая улица
- улица Победы
- Подгорная улица
- Полевая улица
- Улица Полякова
- улица Попова
- Пугачевская улица
- улица Пушкина

#### Р
- Рабочая улица
- улица Радищева
- Раздольная улица
- Революционная улица
- Республиканская улица
- Речная улица
- Ровная улица
- улица Родины
- Родниковая улица

#### С
- Садовая улица
- Самарская улица
- Санаторная улица
- Саранская улица
- Саратовская улица
- Улица Свердлова
- Севастопольская улица
- Северная улица
- Улица семьи Деревских
- Сиреневая улица
- Снежная улица
- Советская улица
- Соловьиная улица
- улица Специалистов
- Спортивная улица
- Ставропольская улица
- улица Строителей

#### Т
- Телеграфная улица
- Улица Тимирязева
- Улица Толстого
- Тополиная улица
- Тракторная улица
- Транспортная улица
- Улица Тухачевского
- Улица Тюленина

#### У
- Удалецкая улица
- Украинская улица
- Уральская улица
- Учительская улица
- улица Ушакова

#### Ф
- улица Фадеева
- Улица Фёдора Наумова
- Фёдоровская улица
- улица Фрунзе

#### Х
- Хрустальная улица

#### Ц
- Цеховая улица

#### Ч
- улица Чапаева
- улица Чкалова
- улица Чуковского

#### Ш
- улица Шевцовой
- Шлюзовая улица
- улица Шлютова

#### Щ
- улица Щорса

#### Э
- улица Энергетиков

#### Ю
- Юбилейная улица

#### Я
- Ясеневая улица
- Ярославская улица

### Площади
- площадь Денисова Владимира Ильича
- площадь Никонова
- площадь Свободы
- Центральная площадь
- площадь Полякова
- площадь Искусств

### Бульвары
- бульвар 50 лет Октября
- бульвар Баумана
- бульвар Буденного
- бульвар Гая
- бульвар Здоровья
- Итальянский бульвар
- бульвар Королёва
- бульвар Космонавтов
- бульвар Кулибина
- бульвар Курчатова
- бульвар Ленина
- бульвар Луначарского
- Молодёжный бульвар
- бульвар Орджоникидзе
- Приморский бульвар
- Рябиновый бульвар
- бульвар Семизорова
- Солнечный бульвар
- бульвар Татищева
- бульвар Туполева
- Цветной бульвар
- Южный бульвар

### Проспекты
- Ленинский проспект
- Московский проспект
- Проспект Степана Разина

### Шоссе
- Автозаводское шоссе
- Комсомольское шоссе
- Лесопарковое шоссе
- Обводное шоссе
- Поволжское шоссе
- Хрящевское шоссе
- Южное шоссе

### Переулки
- Водный переулок
- Гаражный переулок
- 1-й Горный переулок
- 2-й Горный переулок
- 3-й Горный переулок
- 4-й Горный переулок
- 1-й Заводской переулок
- 2-й Заводской переулок
- переулок Кирилла Белова
- переулок Лобачевского
- Луговой переулок
- Морской переулок
- 1-й Онежский переулок
- 2-й Онежский переулок
- 3-й Онежский переулок
- 4-й Онежский переулок
- 5-й Онежский переулок
- 6-й Онежский переулок
- 7-й Онежский переулок
- 8-й Онежский переулок
- 9-й Онежский переулок
- 1-й Парковый переулок
- 2-й Парковый переулок
- 3-й Парковый переулок
- 4-й Парковый переулок
- 5-й Парковый переулок
- 6-й Парковый переулок
- 7-й Парковый переулок
- 8-й Парковый переулок
- 9-й Парковый переулок
- 10-й Парковый переулок
- 11-й Парковый переулок
- 12-й Парковый переулок
- Пионерский переулок
- Рижский переулок
- Ростовский переулок
- переулок Специалистов
- Трудовой переулок
- Ученический переулок
- переулок Чернышевского
- Южный переулок

### Проезды

#### 0…9
- Проезд 8 Марта
- Проезд 9 Января
- Проезд Владимира Поплавского
- Проезд Дорофеева

#### А
- Алтайский проезд
- Амурский проезд
- Армейский проезд
- Аптечный проезд

#### Б
- Береговой проезд
- 1-й Береговой проезд
- 2-й Береговой проезд
- Берёзовый проезд
- Бородинский проезд
- Большой проезд

#### В
- Весёлый проезд
- Вишневый проезд
- Виноградный проезд
- Проезд Водников
- 1-й Волжский проезд
- 2-й Волжский проезд
- 3-й Волжский проезд
- 4-й Волжский проезд
- Проезд Веры
- Ляшков проезд
- Смирнов проезд

#### Г
- Проезд Гастелло
- Гвардейский проезд
- Гражданский проезд

#### Д
- Проезд Декабристов
- Деловой проезд
- Детский проезд
- Проезд Добролюбова
- Докторский проезд
- Донской проезд
- Дорожный проезд
- Проезд Дорофеева
- 1-й Донской проезд
- 2-й Донской проезд
- 3-й Донской проезд
- 4-й Донской проезд
- 5-й Донской проезд
- 7-й Донской проезд
- Проезд Достоевского
- Дымчатый проезд

#### Е
- Енисейский проезд

#### Ж
- Жасминовый проезд
- Проезд Жилина

#### З
- Заводской проезд
- Запорожский проезд
- Звездный проезд
- Зелёный проезд
- Земной проезд

#### И
- Иркутский проезд

#### К
- Кавалерийский проезд
- Кавказский проезд
- Камский проезд
- Кирпичный проезд
- Ключевой проезд
- Книжный проезд
- Колхозный проезд
- Кольцевой проезд
- Коммунальный проезд
- Короткий проезд
- Котельный проезд
- Красный проезд
- Крутой проезд
- Крымский проезд
- Проезд Кутузова
- Кузнечный проезд

#### Л
- Ленский проезд
- Линейный проезд
- Луговой проезд
- Лунный проезд
- 1-й Лесной проезд
- 2-й Лесной проезд
- 3-й Лесной проезд
- 4-й Лесной проезд
- 5-й Лесной проезд
- 6-й Лесной проезд
- 7-й Лесной проезд
- 8-й Лесной проезд
- Проезд Любви

#### М
- Майский проезд
- Малиновый проезд
- Малый проезд
- 1-й Минский проезд
- 2-й Минский проезд
- 1-й Мирный проезд
- 2-й Мирный проезд
- 3-й Мирный проезд
- Молдавский проезд
- Молодёжный проезд
- Молодогвардейский проезд
- Моховой проезд
- Межевой проезд

#### Н
- Новый проезд
- Невский проезд
- Нежный проезд
- Проезд Некрасова
- Новгородский проезд
- Проезд Надежды

#### О
- Огородный проезд
- 1-й Одесский проезд
- 2-й Одесский проезд
- Озёрный проезд
- 2-й Озерный проезд
- Оренбургский проезд
- Ореховый проезд
- Осиновый проезд
- Охотничий проезд
- Ольховый проезд

#### П
- Проезд Памяти
- Пехотный проезд
- Печорский проезд
- Пионерский проезд
- Проезд Пожарского
- Проезд Полярников
- Посадский проезд
- Почтовый проезд
- Пролетарский проезд
- Проезд Профсоюзов
- 1-й Пугачевский проезд
- 2-й Пугачевский проезд

#### Р
- Рабочий проезд
- Ремесленный проезд
- Проезд Репина
- Розовый проезд
- Проезд Розы Люксембург
- Рыночный проезд

#### С
- Сахалинский проезд
- Светлый проезд
- Проезд Свободы
- Проезд Связи
- Сибирский проезд
- Сказочный проезд
- Проезд Славы
- Слесарный проезд
- Служебный проезд
- Солнечный проезд
- Сосновый проезд
- 1-й Сосновый проезд
- 2-й Сосновый проезд
- Степной проезд
- Проезд Строителей
- Студенческий проезд
- Проезд Суворова
- Сызранский проезд

#### Т
- Тверской проезд
- Тенистый проезд
- Тихий проезд
- Торговый проезд
- Торновый проезд
- 1-й Тракторный проезд
- 2-й Тракторный проезд
- 3-й Тракторный проезд
- 4-й Тракторный проезд
- 5-й Тракторный проезд
- Тупиковый проезд
- Проезд Тургенева

#### У
- Урожайный проезд
- Учительский проезд

#### Ф
- Фабричный проезд
- Проезд Фёдоровские Луга
- Проезд Фурманова

#### Х
- Хвойный проезд
- Хлебный проезд

#### Ц
- Цветочный проезд

### Ш
- Проезд Шевченко
- Школьный проезд

#### Я
- Яблоневый проезд
- Ягодный проезд
- Ясный проезд
- Янтарный проезд

### Номинальные улицы
- Бульвар Островского — улица в Комсомольском районе.
- Улица Пушкина — улица без единого дома в Центральном районе Тольятти.